# Колокрос
Колокрос или Циклокрос (cyclocross, cyclo-cross, CX) е вид колоездачен спорт. Състезанията се провеждат обикновено през есента и зимата и се състоят от множество обиколки на малка дистанция (от 2,5 до 3,5 километра) включващи препятствия като паваж, кал, трева, дървета, стръмни изкачвания и други препятствия, които карат колоездача да слезе от велосипеда и да го носи или бута докато премине трудния участък. Състезанията обикновено продължават между 30 минути и 1 час, като продължителността варира в зависимост от състоянието на терена. Спортът се практикува предимно в Европа и Северна Америка, но е най-популярен в колоездачните нации – Белгия, Нидерландия и Франция.
Колокросът има близки прилики с планинското колоездене, крос-кънтри колоезденето и критериумите. Повечето от състезателите в колокроса тренират и в други колоездачни дисциплини, но други се специализират само в колокроса. Велосипедите за колокрос са подобни на шосейните велосипеди, използват гуми до 33 mm и тип шосейно кормило. Колокрос велосипедите имат и някои характеристики на планинските велосипеди като гумите с големи грайфери за по-добро сцепление и все по-често, дискови спирачки. Самите велосипеди трябва да бъдат и много леки, тъй като се налага състезателите да ги носят на рамо по стръмните склонове.
Французинът Даниел Гусо организира първите състезания по колокрос. Спортът е администриран от Международната федерация по колоездене, а първото Световно първенство се провежда в Париж през 1950 година.
Колокросът не е част от олимпийската програма.